# Proprietate comună în devălmășie
Proprietatea comună în devălmășie este un tip de proprietate comună ce apare în momentul în care coproprietarii nu cunosc cota lor parte din cadrul dreptului lor de proprietate. Aproape toate cazurile de proprietate comună în devălmășie sunt cele ale comuniunii legale, când doi soți dețin în comun bunurile dobândite de-a lungul căsătoriei.
În Codul Civil actual, spre deosebire de cel anterior, proprietatea comună în devălmășie este recunoscută ca putând fi implementată atât prin intermediul legii, cât și din convenția părților. Așadar, două sau mai multe persoane pot alege să intre în raport de proprietate comună în devălmășie.